# A-Eiropa
A-Europa, hay A-Eiropa, là một ban nhạc Europop Latvia. Tên A-Eiropa là viết tắt của "Austrumeiropa" có nghĩa là "Đông Âu" trong tiếng Latvia.
Người khởi xướng và là người phát ngôn của nhóm là Artūrs Duboks, sống ở thành phố Daugavpils ở Latvia.

## Danh sách đĩa nhạc
- "Tuvumā tālumā" (2001)
- Белые небеса (2001)
- "Tici sapnim" (2003)
- Верь в мечту (2003)